# Rolls-Royce Trent XWB
Rolls-Royce Trent XWB – турбовентиляторный авиационный двигатель,разработанный британской компанией Rolls-Royce.Он является  частью семейства Trent и предназначен для использования на дальнемагистральных самолётах Airbus A350.Trent XWB считается одним из самых экономичных и мощных двигателей в своём классе,обеспечивая тягу до 97000 фунтов (431 kN).